# Каляри Калчо
Каляри Калчо (на италиански: Cagliari Calcio, кратка форма Каляри) е италиански футболен клуб от град Каляри, остров Сардиния, състезаващ се в Серия А.

## История
Футболният клуб Каляри е основан през 1920. През 1951/52 тима става категоричен и единствен победител в Серия Ц (по това време тази титла се поделя между няколко оотбора). През 1964 достигат до Серия А. Дебютът на Каляри в топ дивизията не е успешен. В средата на сезона те са на последно място с актив от 9 точки.
Втората част на сезона обаче е удивителна. Побеждават Ювентус и Милан, с което завършват на 7-о място с 34 точки. Каляри за първи път са претенденти за титлата на Серия А през сезон 1968/69. В борбата за титлата побеждават тима на Фиорентина. Но само година по-късно идва и звездният миг на клуба, който успява да стане шампион на Серия А.
След като изпадат от челните си позици и се връщат в Серия Б, Каляри пропускат и шанса си за повишение на следващата година. Завръщането им в Серия А е през 1979. Запазват позициите там си до 1987, когато са принудени да се присъединят към Серия Ц1. За треньор е нает Клаудио Раниери, който успява да поведе тима до Серия Б през 1989 и до Серия А през 1990. Следва успешен период за клуба, който успява да стигне до полуфиналите за Купата на УЕФА.
Новото хилядолетие не е от най-успешните периоди за клуба. Мениджърът е сменен 3 пъти само за сезон 2005/06. През 2006/07 за старши треньор е нает Марко Джанпаоло, който обаче е уволнен само след 17 мача. Но с това слабите предствяния на клуба не спират.
На 11 юни 2014 г. Каляри е купен от Томазо Джулини, след като Масимо Челино се оттегля след 22 години управление.

## Успехи
- Серия А 
  -  Шампион (1): 1969/70
  -  Вицешампион (1): 1968/69
- Серия Б
  -  Шампион (1): 2003/04
- Серия С1
  -  Шампион (1): 1951/52
- Купа на Италия:
  -  Финалист (1): 1968/69
- Шампионат на Сардиния I дивизия:
  -  Шампион (1): 1936/37

### Международни
- Купа на УЕФА:
  - Полуфиналист (1): 1993/94

## Известни бивши футболисти
- Луиджи Рива
- Джанфранко Дзола
- Даниел Фонсека
- Енцо Франческоли
- Дарио Силва
- Патрик Мбома
- Жулио Цезар Дели Валдес
- Луис Оливейра
- Жулио Цезар Урибе
- Кристиано Дзанети

## Български футболисти
- Кирил Десподов: 2019-2021 - (5 мача - 0 гола)

## Бивши треньори
- Силвио Пиола
- Клаудио Раниери
- Луис Суарес
- Оскар Табарес
- Джовани Трапатони